# Microprofessor II

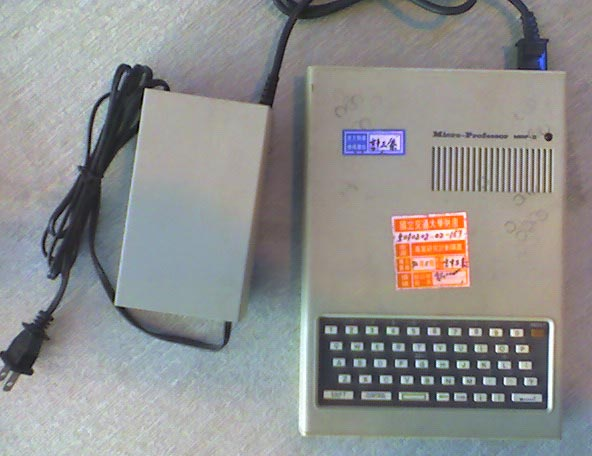
El Microprofessor II.

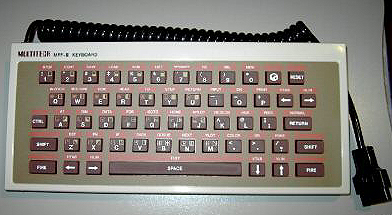
Teclado externo del Microprofessor II.

El Microprofessor II (MPF II), introducido en 1982, era la segunda computadora de marca producida por Acer, entonces conocido como Multitech, y también uno de los primeros clones del Apple. No se veía como la mayoría de las otras computadoras. La carcasa del MPF II era una pieza rectangular larga y aplanada con un pequeño teclado tipo chiclet en su parte baja.
En 1983, el Multiprofessor II se vendió al por menor en el Reino Unido por £269.00.
En España en 1984 tenía un precio de venta al público de 62.500 Ptas. (impuestos incluidos)
El precio para la interfaz de disco y una unidad de simple cara era de 44.800 Ptas. (impuestos incluidos)
Una característica clave del MPF II era su Chinese BASIC (BASIC chino), una versión del BASIC localizado en lenguaje chino basado en el Applesoft BASIC.
Debido a algunas funciones adicionales, el MPF II no era totalmente compatible con el Apple II. Multitech había escrito algunos códigos adicionales para él. De hecho, el MPF II no tenía el modo de texto de Apple II. Todo el texto era dibujado en la pantalla por medio de software en lugar de ser generado por hardware. Ésta era la única manera rentable de generar el texto chino en la pantalla en un tiempo en que un generador de caracteres chinos basado en hardware podía costar centenares de dólares estadounidenses.

## Información técnica
- CPU: MOS Technology 6502
- Frecuencia del reloj: 1 MHz
- RAM: 64 KB
- ROM: 16 KB (de los cuales el interpretador BASIC ocupaba 12 KB)
- Modos de texto: 40×24
- Modos gráficos: 280×192
- Colores: 8 colours
- Sonido: 1 canal de sonido
- Periféricos teclado de tamaño completo de 55 teclas, unidad de disco flotante, impresoras térmica y de matriz de puntos, Joystick
- Fuente de alimentación: Fuente de alimentación externa de 5,12 V